# وویوو (استان پومرانی)
وویوو (به لاتین: Łojewo) یک روستا در لهستان است که در گمینا دامنگتسا واقع شده‌است. وویوو ۲۰۹ نفر جمعیت دارد.